# Sonic hedgehog

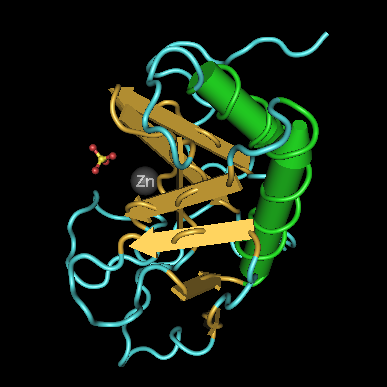
Trójwymiarowy model białka

Homolog sonic hedgehog (sonic hedgehog homolog; SHH) – jedno z trzech białek z rodziny HH występujące w genach kręgowców. Innymi białkami z tej rodziny są homologi desert hedgehog DHH (jeż pustynny) oraz indian hedgehog IHH (jeż indyjski).

## Białko
SHH jest najbardziej znanym ligandem w tzw. hedgehog signaling pathway (pol. dosł. szlak sygnałowy jeży), którego kluczową rolą jest regulacja organogenezy, a więc też parzystości i liczby kończyn. Mutacje genu SHH u człowieka mogą spowodować holoprozencefalię typu 3 (HPE3). Składa się z 462 reszt aminokwasów, a jego masa cząsteczkowa wynosi 49,6 kDa.

## Etymologia
Nazwa tego białka pochodzi od bohatera gier komputerowych i wideo firmy Sega, niebieskiego jeża Sonica (oryg. Sonic the Hedgehog). Sam gen otrzymał tę nazwę, ponieważ embriony mutantów muszek owocówek pozbawione funkcjonalnej kopii genu hh pokryte są cienkimi wypustkami, co budziło skojarzenie z jeżami.
Humorystyczne nazwy genów i kodowanych przez nie białek mogą jednak prowadzić do niezręcznych sytuacji, gdy okazuje się, że ich nieprawidłowe funkcjonowanie związane jest z ciężkimi chorobami ludzi.